# Пердикарис, Ион
И́он Ха́нфорд Пердика́рис (греч. Ίων Χάνφορντ Περδικάρης, англ. Ion Hanford Perdicaris; 1840—1925, Лондон, Великобритания) — американский бизнесмен греческого происхождения. В 1904 году Пердикардис и его сын, к тому времени уже много лет жившие в Марокко, были похищены местными бандитами. Это похищение вызвало международный скандал и отправку американского военного флота к берегам Марокко.

## Биография
Отец Иона, Григорис Пердикарис, иммигрировал в США из города Науса (Королевство Греция). В Южной Каролине он женился на девушке из состоятельной семьи и стал гражданином Соединённых Штатов. Позднее он вернулся в Грецию в качестве консула США.
В 1846 году семья перебралась в Трентон (Нью-Джерси), где Грегори Пердикарис разбогател, став одним из основателей компании «Trenton Gas».
К 1862 году имущество семьи в Южной Каролине оказалось под угрозой конфискации правительством Конфедеративных Штатов Америки. В связи с этим Пердикарис отправился в Грецию, намереваясь отказаться от гражданства США и получить гражданство Греции с целью предотвращения какой-либо конфискации своей собственности. Позднее он переехал в Танжер (Марокко), где построил дом, известный как «Place of Nightingales», и заполнил его экзотическими животными.
В 1871 году Ион Пердикарис познакомился в Малверне (Вустершир, Англия) с Эллен Варли, супругой известного инженера К. Ф. Варли. Пока последний находился в экспедиции по прокладке кабеля, его супруга сбежала с богатым американским греком.
В 1873 году чета Варли развелась, вслед за чем Эллен со своими детьми (двое сыновей и две дочери) стала жить с Пердикарисом в Танжере.
Очарованный марокканской культурой, Пердикарис написал несколько книг (некоторые из них были опубликованы для широкой аудитории), посвящённых Марокко, а также стал неофициальным главой иностранной общины Танжера. Он продолжал заниматься бизнесом в Англии и США, часто посещал Нью-Йорк.

## Инцидент с Пердикарисом

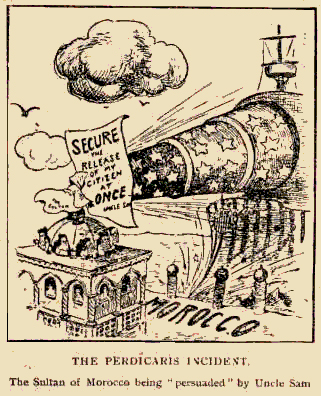
Политическая карикатура на инцидент с Пердикарисом, в которой США угрожают Марокко, требуя освобождения своего гражданина (август 1904 года)

18 мая 1904 года Пердикарис и сын Эллен Кромвель были похищены из собственного дома членами банды Мулая Ахмеда аль-Раисули. Раисули потребовал у султана Марокко Абд аль-Азиза выкуп в размере 70 000 долларов, гарантию безопасности и контроль над двумя самыми богатыми районами Марокко.
Несмотря на сложившиеся обстоятельства, Пердикарис стал восхищаться Раисули и подружился с ним. Последний, в свою очередь, взял на себя обязательство ограждать своего пленника от причинения ему какого-либо вреда. Позднее Пердикарис заявил: «Я даже скажу, что не жалею о том, что с некоторых пор являюсь его пленником… Он не бандит, не убийца, а патриот, вынужденный заниматься разбоем для спасения своей родной земли и своего народа от ига тирании».
Президент США Теодор Рузвельт был возмущён этим похищением и считал себя обязанным как-то отреагировать. Государственный секретарь Джон Хэй назвал требования Раисули абсурдными. По настоянию Хэя и генерального консула в Танжере Самуэля Р. Гаммера Рузвельт направил семь военных кораблей под командованием адмирала Френча Энсора Чедвика, а также несколько рот Корпуса морской пехоты под командованием майора Джона Твиггса Майерса, хотя даже не имел чёткого представления о том, чего могли бы добиться американские войска на территории иностранного государства. Эта военная сила не предназначалась для использования без специального приказа из Вашингтона. План их применения состоял лишь в том, чтобы захватить здания таможни Марокко, которые обеспечивали большую часть его доходов, в том случае, если правительство этой страны не выполнит требования США, заключавшиеся в том, чтобы пойти на уступки, необходимые для того, чтобы убедить Раисули освободить Пердикариса, или же осуществить штурм Раисули в случае, если Пердикарис был бы убит. Фактически, морские силы, которые должны были высадиться на берег, представляли собой небольшой отряд из дюжины человек, имевших при себе только личное оружие, прибывший для обеспечения защиты консульства и супруги Пердикариса.

1 июня решимость Рузвельта ослабла, когда он узнал, что Пердикарис не был гражданином США, и что в действительности 40 лет назад он был лишён своего американского паспорта и получил греческий. Однако президент исходил из того, что, поскольку Раисули полагал, что Пердикарис является гражданином Соединённых Штатов, то этот факт мало менял ситуацию. Рузвельт попытался убедить Великобританию и Францию присоединиться к США для совместных военных действий по спасению Пердикариса, однако обе страны отказались, а Франция даже приняла меры по укреплению своих гарнизонов в ожидании американского нападения. Вместо этого обе державы были тайно привлечены, чтобы оказать давление на султана и вынудить его принять требования Раисули, которые он согласился выполнить 21 июня. Хэй счёл необходимым «сохранить лицо», поэтому выступил с заявлением на Национальном съезде Республиканской партии:
Нынешнему правительству нужен живым Пердикарис или мёртвым Раисули.
Как утверждали все свидетели, делегаты съезда, до того момента проявлявшие равнодушие по отношению к Рузвельту, пришли в неистовство после этой реплики Хэя. Один из делегатов от штата Канзас воскликнул:
Рузвельт и Хэй знают, что делают. Нашему народу по нраву отвага. Мы поддержим всё, что делают эти люди.
Это знаменитое высказывание вскоре стало броской фразой, которая помогла обеспечить Рузвельту победу на президентских выборах 1904 года.
Пердикарис и Варли были встречены лично Гаммером и Чедвиком, потратившими большую часть времени на их поимку с супругой Пердикариса. Когда Эллен Варли обратилась к адмиралу с просьбой о предоставлении врача для её мужа, все офицеры медицинской службы американского флота вызвались оказать ему помощь.
Подробные факты инцидента (особенно тот факт, что Пердикарис не был американцем) оставались в секрете вплоть до 1933 года, когда историк Тайлер Деннетт упомянул об этом в опубликованной им биографии Джона Хэя.
Вскоре после инцидента Пердикарис вместе со своей семьёй переехал в Англию, в итоге поселившись в городе Танбридж-Уэллс. Время от времени он посещал Трентон, где продолжал заниматься предпринимательством.
Умер в Лондоне 31 мая 1925 года — через месяц после смерти своего похитителя Раисули, схваченного войсками Абд аль-Крима.

## Память
Одна из улиц Трентона названа в честь Григориса и Иона Пердикарисов.

## В популярной культуре
- В рассказе «Заложники Момуса» (1908) американского писателя О. Генри один из персонажей — авантюрист из американской глубинки — пересказывает историю похищения Иона Пердикариса, называя его «греческим подданным Бердиком Гаррисом» (англ. Burdick Harris). Юмористический рассказ был написан вскоре после нашумевшего инцидента и явно пародирует его.
- В 1924 году британская писательница и искательница приключений Росита Форбс[англ.] опубликовала книгу «The Sultan of the Mountains: The Life Story of the Raisuli», представляющую собой полную биографию Мулая Ахмеда аль-Раисули. Среди других книг, в которых упоминается знаменитый инцидент, также «Rebels in the Rif» Дэвида С. Вулмана, «Power, Faith, and Fantasy: America in the Middle East: 1776 to the Present» Михаэля Б. Орена и «Oval Office Oddities» Билла Фосетта. Кроме того, описанию этого киднеппинга и реакции президента Рузвельта на него отведена содержательная глава во второй книге Эдмунда Морриса[англ.], посвящённой биографии 26-го президента США, «Теодор Рекс[англ.]» (2001).
- Американский кинофильм «Ветер и лев» (1975) с Шоном Коннери в роли Ахмеда аль-Раисули и Брайаном Китом в роли Теодора Рузвельта представляет собой вольный пересказ истории похищения Пердикариса. Фильм повествует о похищении привлекательной молодой женщины Иден Пердикарис, которую сыграла Кэндис Берген, и её детей.